# 2022 год в музыке

## Награды
| 64-я церемония «Грэмми» (США) |
| --- |
| Альбом года: Джон Батист — We Are • Лучшая песня и Лучшая запись: «Leave the Door Open» — Silk Sonic (Бруно Марс и Андерсон Пак) • Лучший новый исполнитель: Оливия Родриго                                                                                               |
| Billboard Music Awards 2022 (США) |
| Альбом года: Оливия Родриго — Sour • Песня года: The Kid Laroi и Джастин Бибер — «Stay» • Лучший исполнитель: Дрейк • Лучший новый исполнитель: Оливия Родриго • Лучший исполнитель Top Billboard 200: Тейлор Свифт • Концертный тур: The Rolling Stones (No Filter Tour) |
| Brit Awards 2022 (Великобритания) |
| Британский альбом года: Адель — 30 • Лучшая британская песня: Адель — «Easy on Me» • Британский исполнитель года: Адель • Лучший исполнитель: Little Simz • Британская группа: Wolf Alice                                                                                 |
| Juno Awards 2022 (Канада) |
| Будет объявлено позже |
| MTV Video Music Awards Japan 2022 (Япония) |
| Будет объявлено позже |
| MTV Video Music Awards 2022 (США) |
| Будет объявлено позже |
| MTV Europe Music Awards 2022 (Европа) |
| Будет объявлено позже |
| American Music Awards 2022 (США) |
| Будет объявлено позже |
| Golden Disc Awards 2022 (Южная Корея) |
| Альбом года: BTS — Be • Песня года: IU — «Celebrity» • Лучшая группа: Brave Girls • Лучший сольный исполнитель: Лим Ён Ун |
| Пулитцеровская премия за выдающееся музыкальное произведение (США) |
| Будет объявлено позже |
| Mercury Prize (Великобритания) |
| Будет объявлено позже |
| Polar Music Prize (Швеция) |
| Будет объявлено позже |
| Polaris Music Prize (Канада) |
| Будет объявлено позже |
| Евровидение-2022 (Европа) |
| Будет объявлено позже |
| Seoul Music Awards 2022 (Южная Корея) |
| Главный приз: NCT 127 • Лучшая песня: IU — «Lilac» • Лучший альбом: NCT Dream — Hor Sauce |

### Зал славы рок-н-ролла
Исполнители:
- Duran Duran (Уоррен Куккурулло, Саймон Ле Бон, Ник Роудс, Джон Тейлор, Роджер Тейлор и Энди Тейлор)[1]
- Eurythmics (Энни Леннокс и Дэйв Стюарт)[2]
- Пэт Бенатар и Нил Джиральдо[англ.][3]
- Долли Партон[4]
- Лайонел Ричи[5]
- Карли Саймон[6]
- Эминем[7]

Награда за музыкальное мастерство:
- Judas Priest (Лес Бинкс, Кеннет Даунинг, Гленн Типтон, Скотт Трэвис, Иэн Хилл, Дэйв Холланд и Роб Хэлфорд)[8]
- Джимми Джем и Терри Льюис[9]

Раннее влияние:
- Гарри Белафонте[10]
- Элизабет Коттен[11]

Неисполнители:
- Джимми Айовин[англ.][12]
- Аллен Грубман[англ.][13]
- Сильвия Робинсон[14]

### Зал славы авторов песен
- Марвин Айзли[англ.][15]
- О’Келли Айзли[англ.][16]
- Рональд Айзли[17]
- Рудольф Айзли[англ.][18]
- Эрни Айзли[англ.][19]
- Крис Джаспер[20]
- Мэрайя Кэри[21]
- Энни Леннокс[22]
- Стив Миллер[23]
- Рик Ноуэлс[24]
- Уильям Стивенсон[англ.][25]
- Дэйв Стюарт[26]
- Фаррелл Уильямс[27]
- Чад Хьюго[28]

Награда Джонни Мерсера:
- Пол Уильямс[англ.][29]

Награда Эйба Олмена издателю:
- Джоди Герсон[англ.][30]

Награда Хэла Дэвида «Звёздный свет»:
- Lil Nas X[31]

### Зал славы кантри
- Джо Галанте[англ.][32]
- Джерри Ли Льюис[33]
- Кит Уитли[англ.][34]

## Появившиеся группы
- Acid Angel from Asia
- Apink Chobom
- Astro – Jinjin & Rocky
- ATBO
- Blank2y
- Classy
- CSR
- Got the Beat
- H1-Key
- ILY:1
- Irris
- Ibaraki
- Jinjin & Rocky
- Kep1er
- Lapillus
- Le Sserafim
- L.S. Dunes[35]
- Mamamoo+
- Metamuse
- Mimiirose
- NewJeans
- Nmixx
- Ocha Norma
- TAN
- Tempest
- TNX
- Trendz
- Viviz
- XG
- Younite
- Земфира от Луки
- Комната Культуры

## Сольные дебюты
- Акари Акасэ
- Анжи Сальвасьон
- Baekho
- Чо Миён
- Чхве Йена
- Джереми Ли
- Jelo The Weirdo
- JR
- Кэнто Ито
- Ю Кихён
- Кристиан Ван
- Lauren Spencer-Smith
- Ли Чанхёк
- Маркус
- Им Наён
- SennaRin
- Кан Сыльги
- Шанайя Гомес
- Вонпиль
- Сюмин
- Йерин
- Ёсино Аояма
- Юджу
- Юки Ёмити

## Распавшиеся группы
- April
- Aswad
- The Birds of Satan
- Botopass
- Castanets
- CLC
- DEL48
- The Delfonics
- The Detroit Cobras
- Empire
- Every Time I Die[36]
- Genesis
- The Ghost of Paul Revere
- Girlkind
- Girlpool
- The Golden Palominos
- Go to the Beds
- Grim Reaper
- Ho6la
- Hot Issue
- The Judds
- Kids See Ghosts
- Lunarsolar
- mewithoutYou[37]
- The Mighty Mighty Bosstones
- Migos
- Mighty Diamonds
- MVP
- Neverland Express
- NU'EST
- Okilly Dokilly
- Plazma
- Predia
- Procol Harum
- Pupy y Los que Son, Son
- The Pussycat Dolls
- Redsquare
- Roberts and Barrand
- The Saints
- The Shadows of Knight
- Summer Camp
- Supergrass
- Sweet Trip
- Taylor Hawkins and the Coattail Riders
- TRCNG
- Waterson:Carthy
- We Girls
- With Confidence
- ВИА Гра
- Френдзона
- Триагрутрика
- Тараканы!
- Ласковый Май
- ОПА!
- Отпетые мошенники

## Восстановившиеся группы
- The Academy Is...
- Be Your Own Pet
- Big Bang
- Bluebottle Kiss
- DNCE
- Doping Panda
- EXID
- Get Scared
- Girls' Generation
- Hanoi Rocks
- Kara
- Kisschasy
- The Mars Volta
- Mrs. Green Apple
- Pantera
- Pink Floyd
- Pity Sex
- Rival Schools
- Roxy Music
- Sleep
- Sunk Loto
- Sunny Day Real Estate
- TISM
- Unwound
- Yellowcard
- Инь-Ян
- Ляпис Трубецкой
- Тату
- Сектор Газа
- Чай вдвоём

## Перерывы музыкальных групп
- Brockhampton[38]
- DIA
- Florida Georgia Line
- Laboum
- Little Mix
- Lovelyz
- Mary’s Blood
- Violent Soho
- Yoshimotozaka46

## Концертные туры
- Face, «Нервы», «Порнофильмы» — «Stand With Ukraine Tour»[39].
- Neverlove — «Toxic Tour»
- Noize Mc, Монеточка — «Voices of Peace»
- Oxxxymiron — «Russians Against War Tour»
- Neverlove — «Осенний тур 22»
- Земфира — «Borderline Tour»

## Скончались

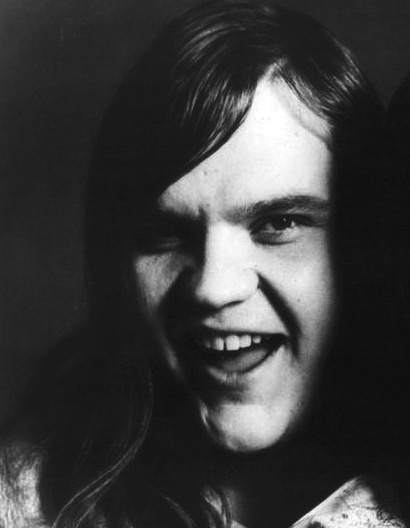
Мит Лоуф

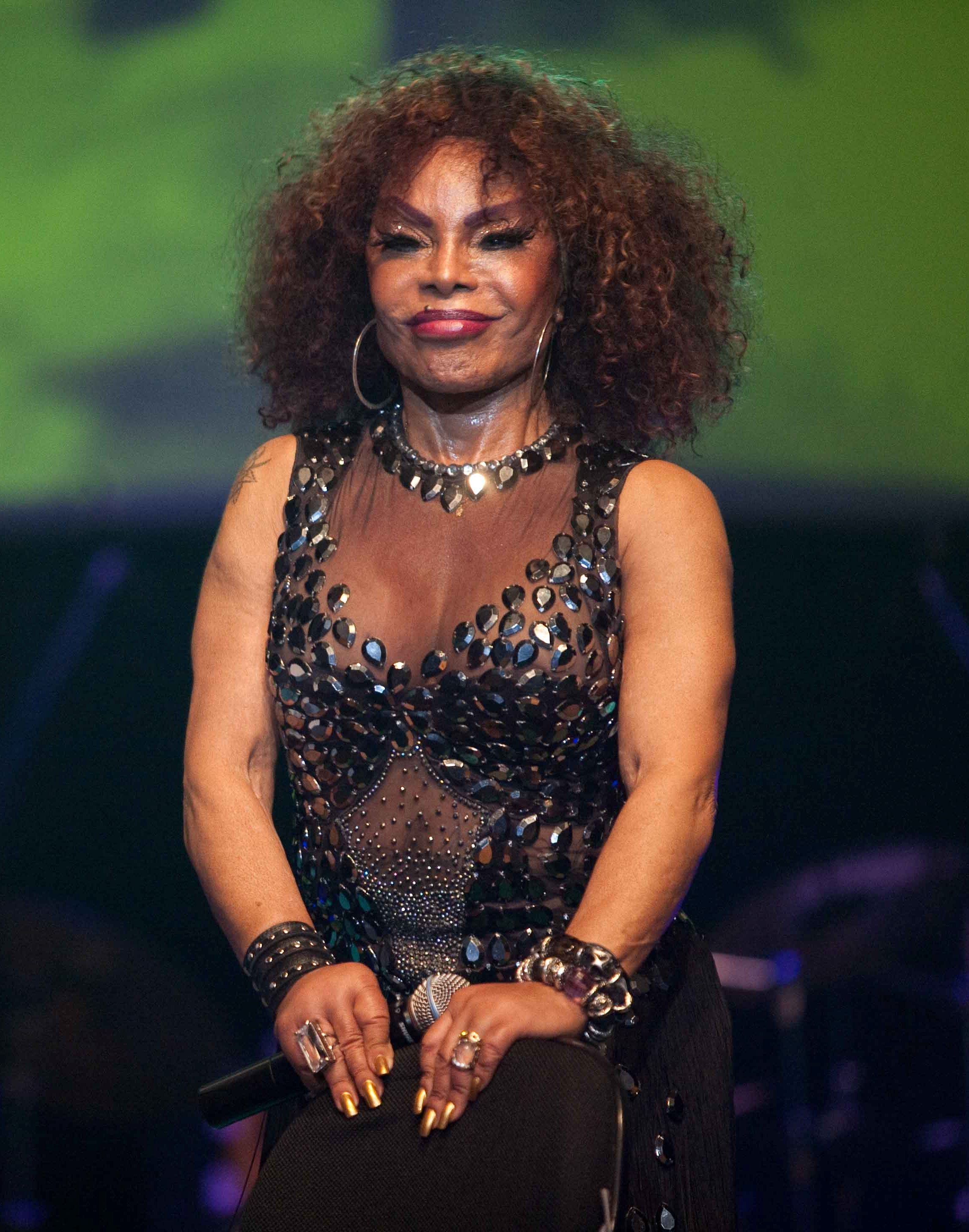
Элза Суарес

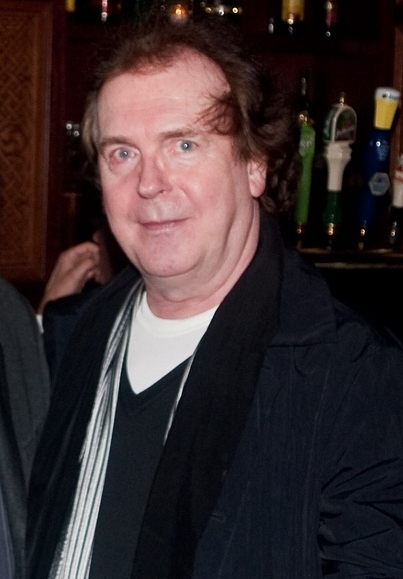
Иэн Макдональд

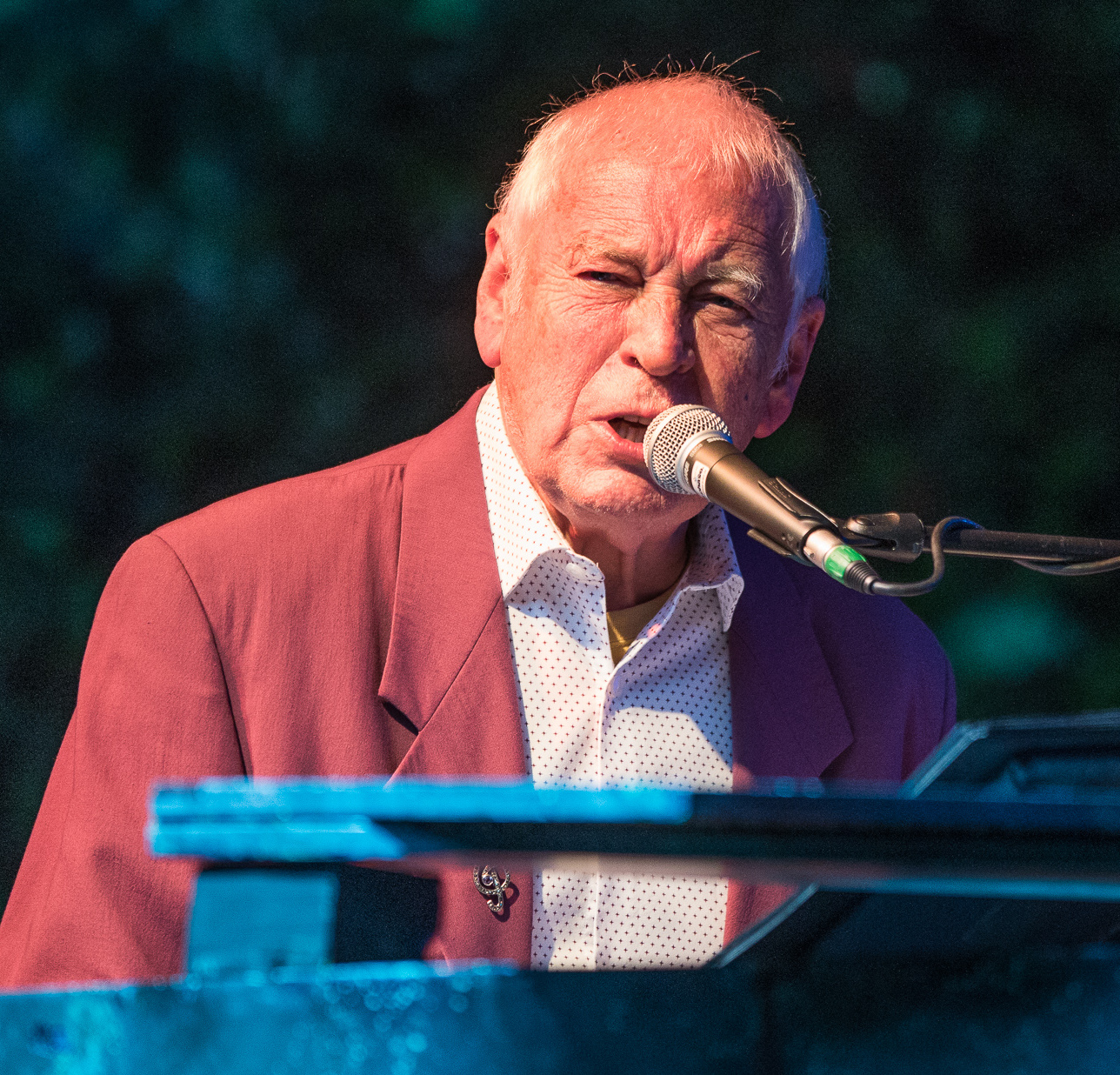
Гэри Брукер

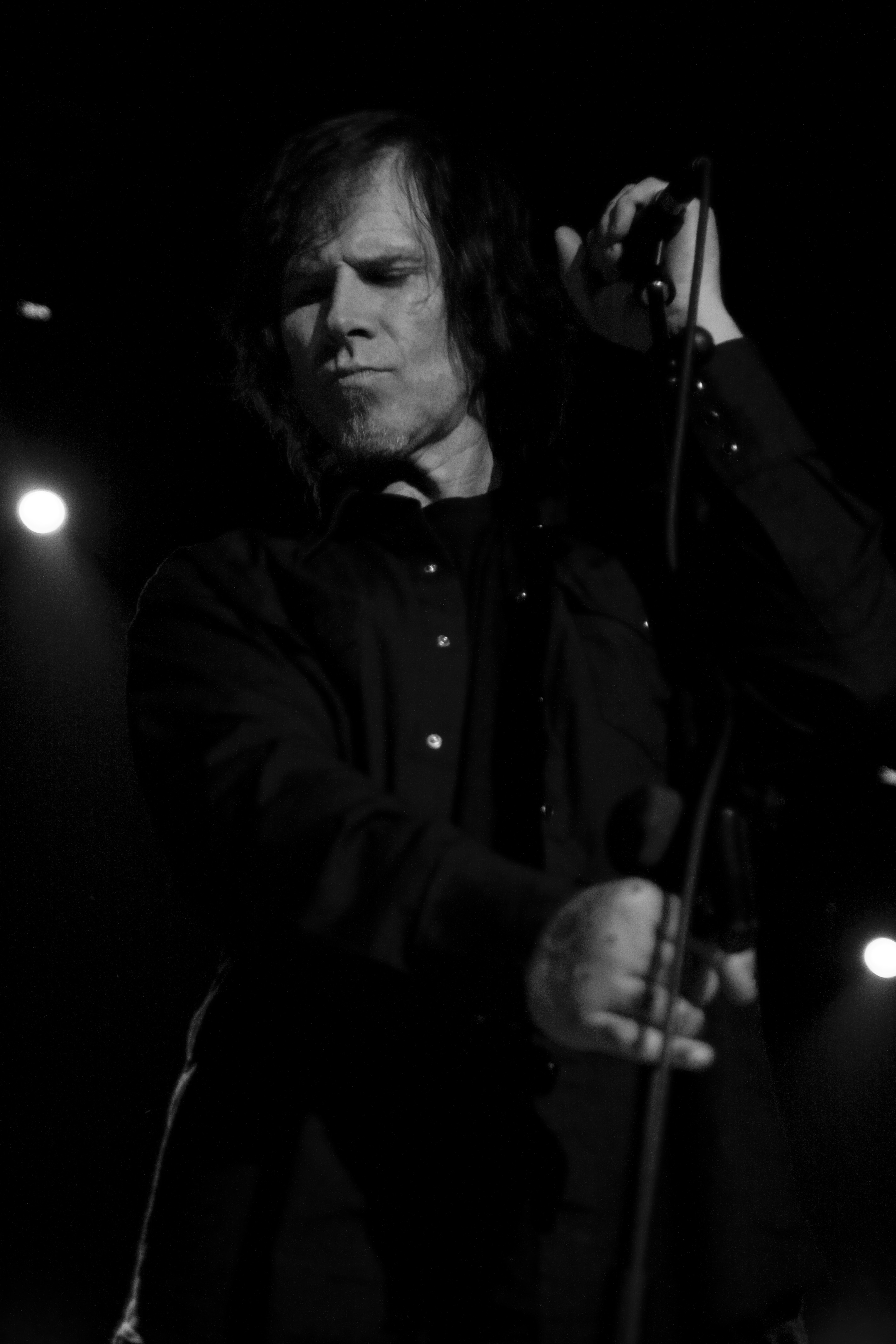
Марк Ланеган

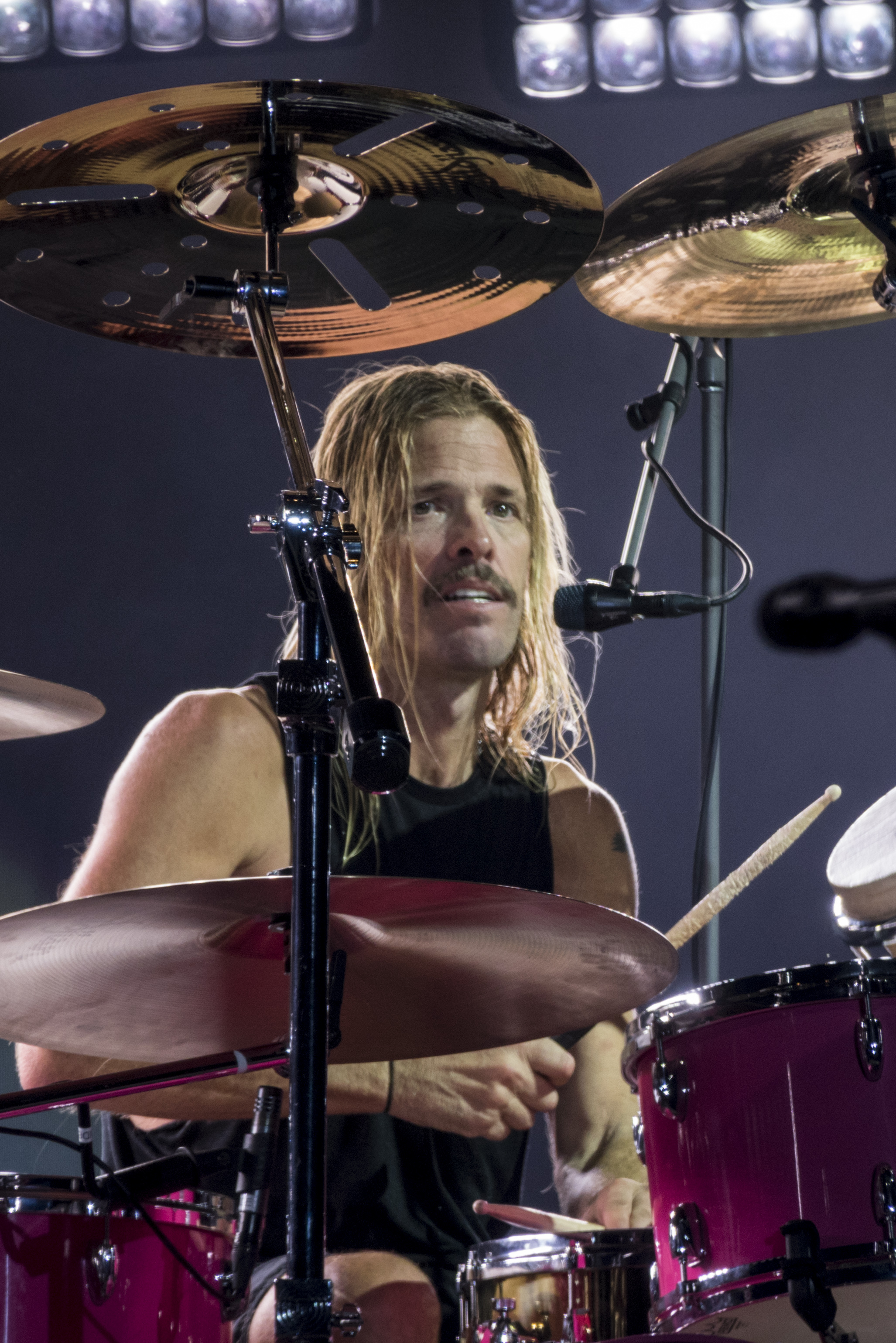
Тейлор Хокинс

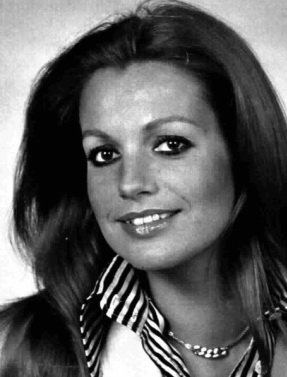
Катрин Спаак

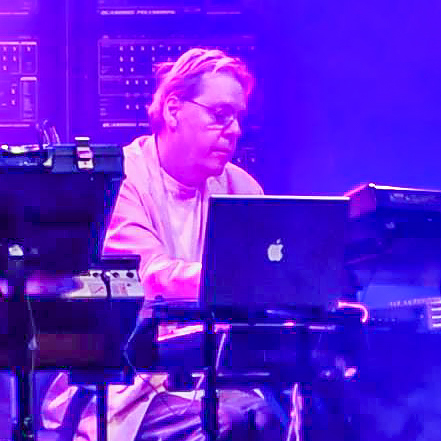
Клаус Шульце

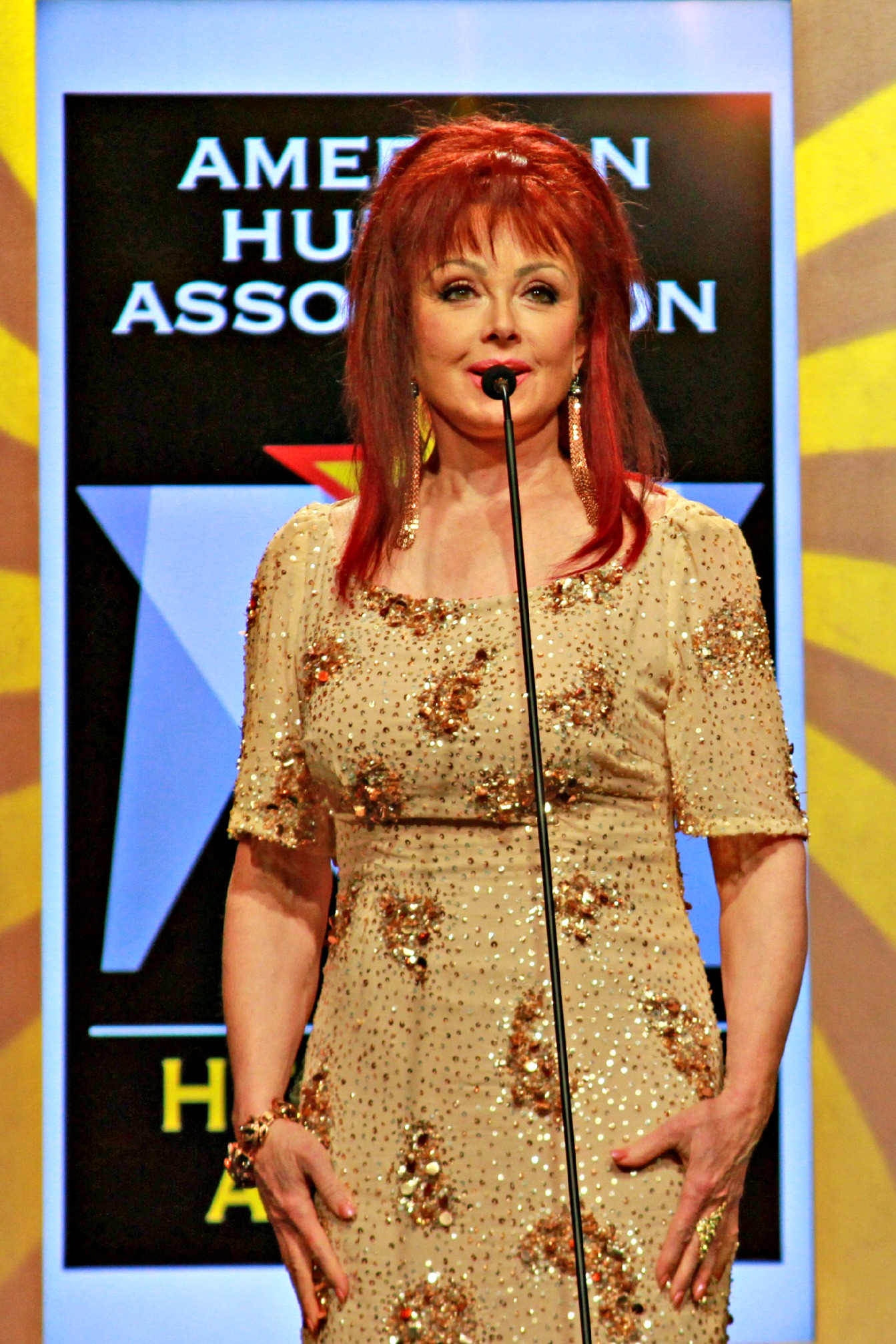
Наоми Джадд

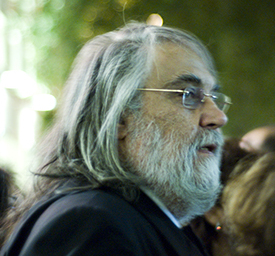
Вангелис

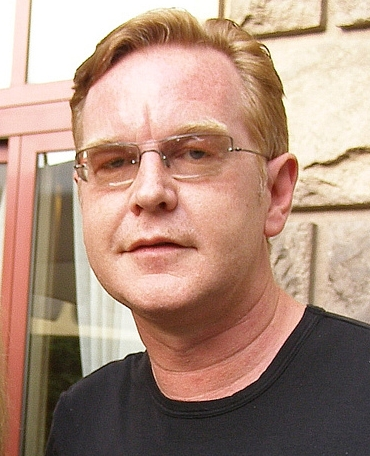
Энди Флетчер

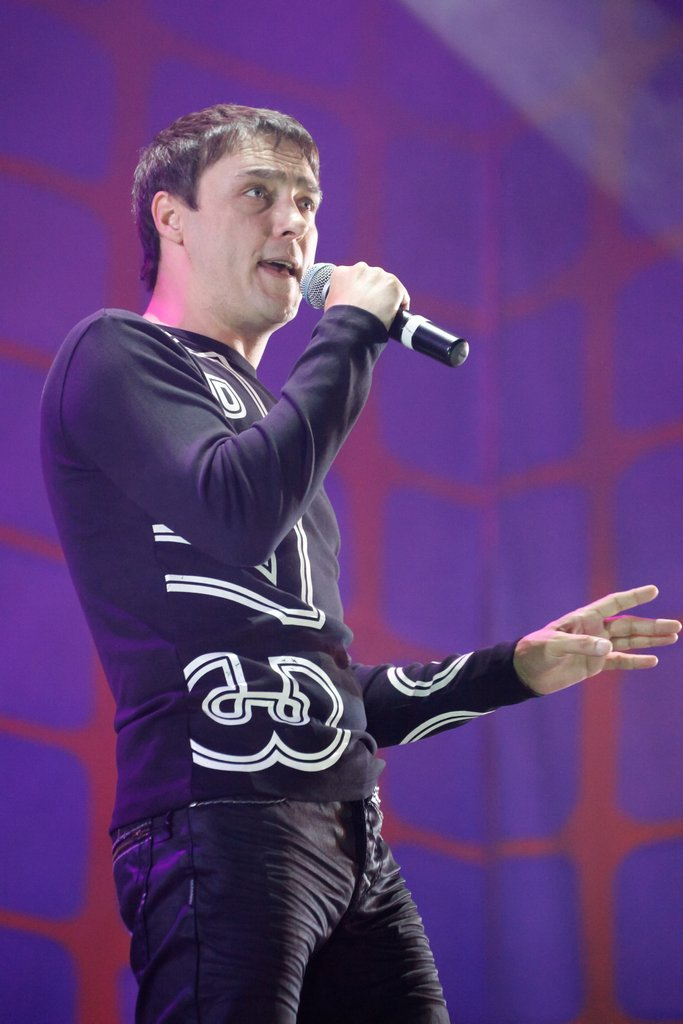
Юрий Шатунов

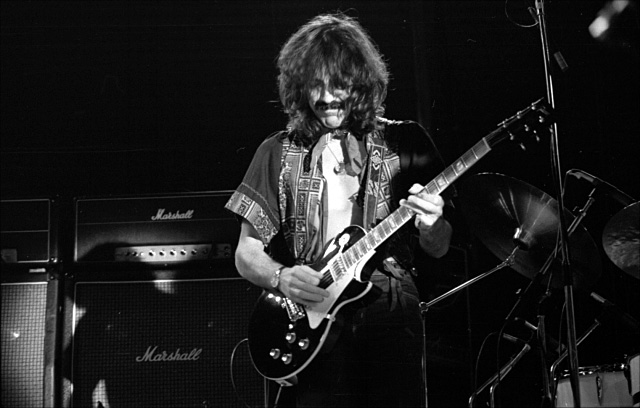
Мэнни Чарлтон

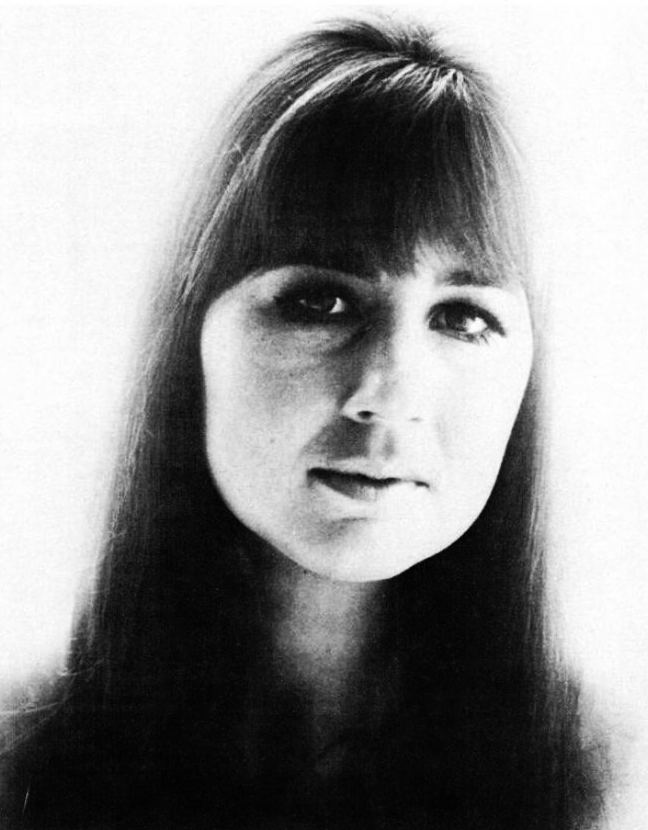
Джудит Дарем

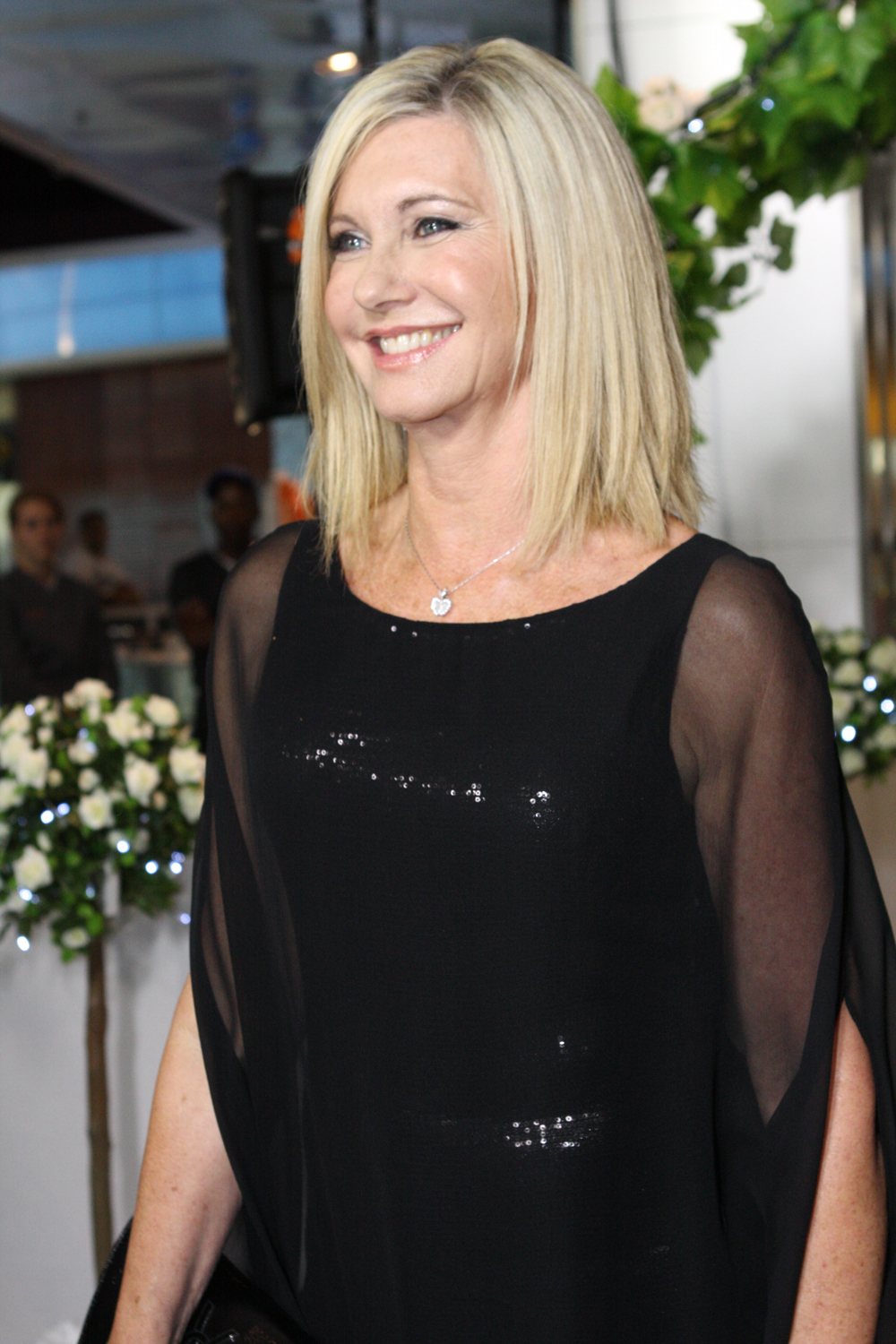
Оливия Ньютон-Джон

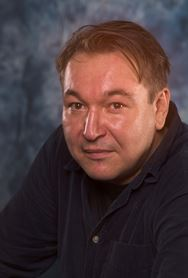
Герман Витке

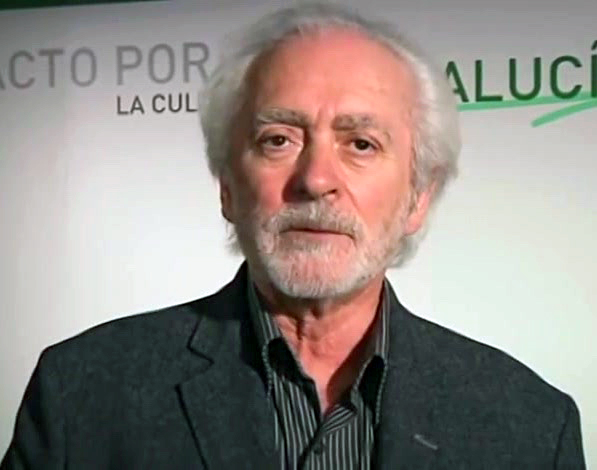
Маноло Санлукар

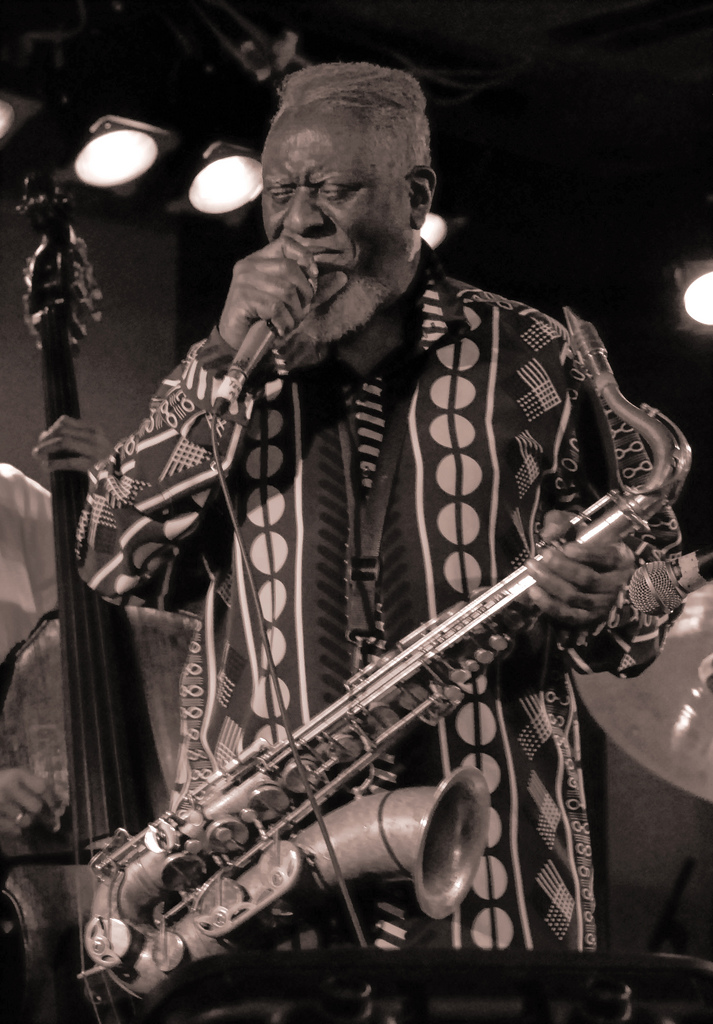
Фэроу Сандерс

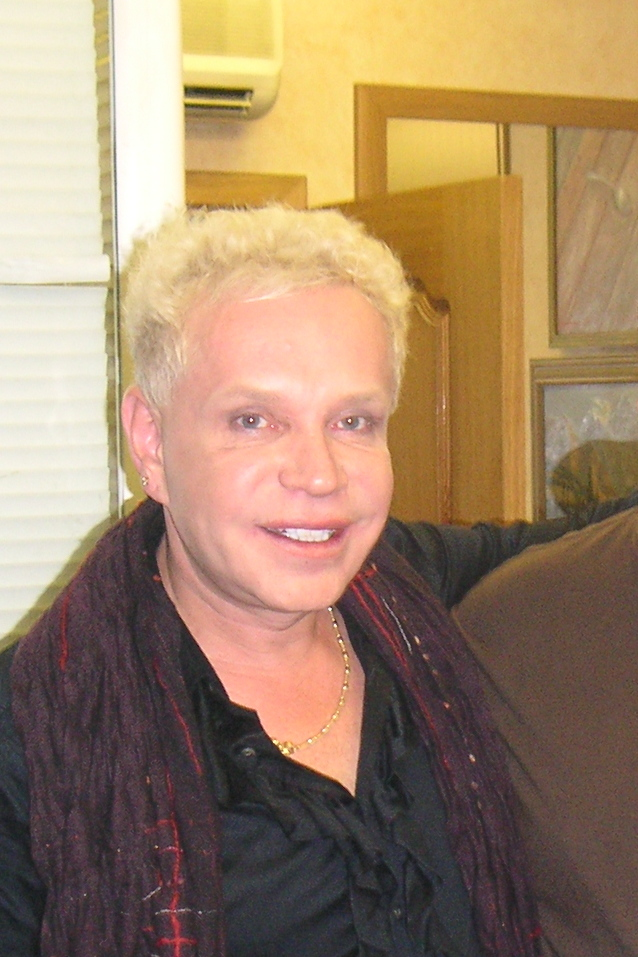
Борис Моисеев

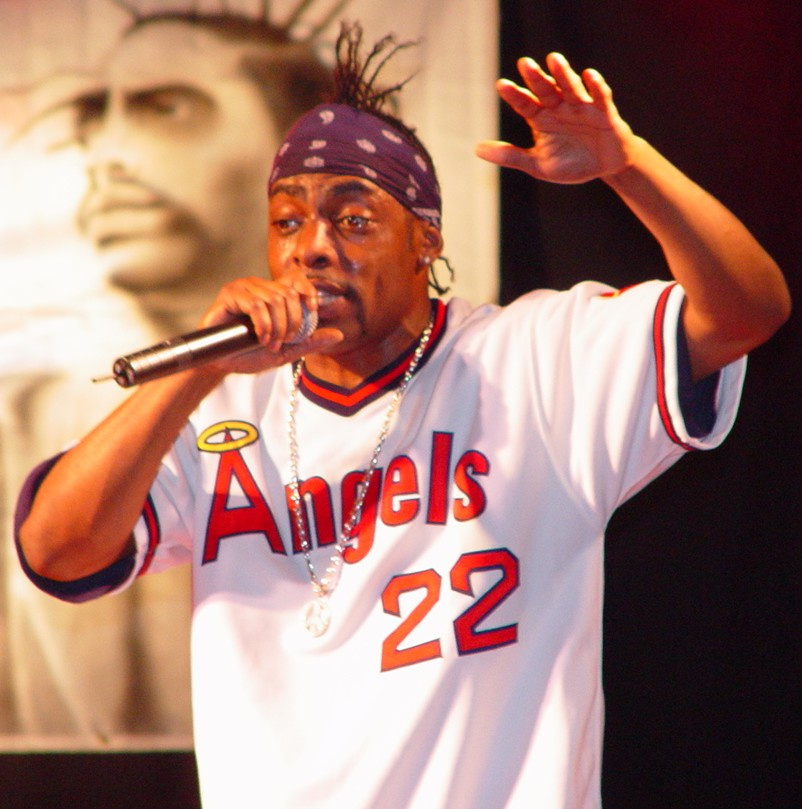
Кулио

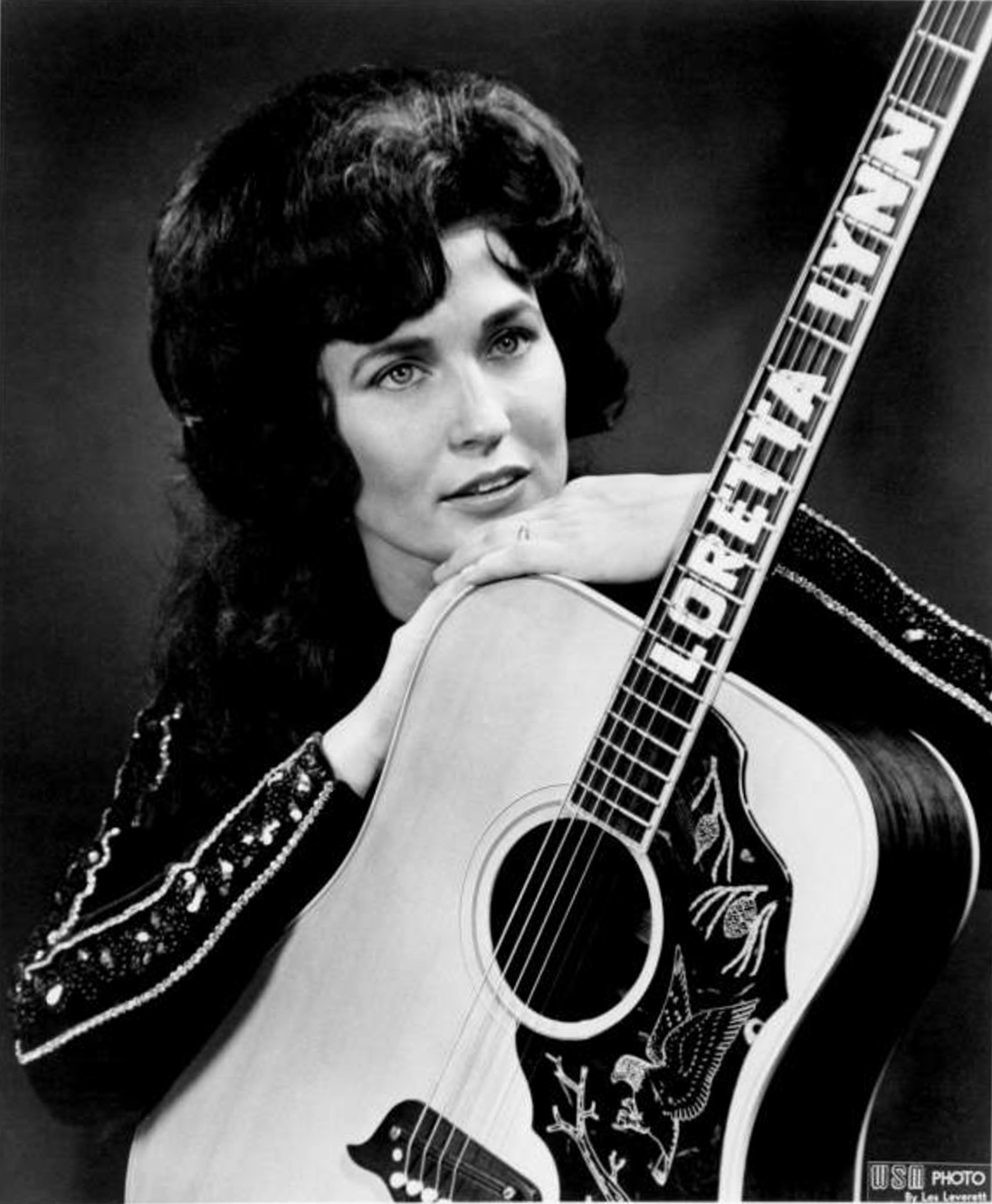
Лоретта Линн

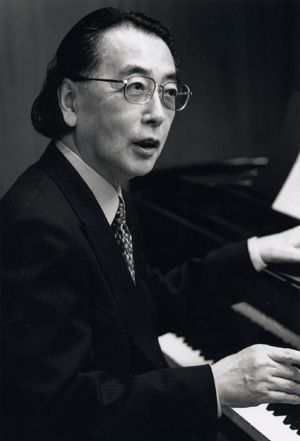
Тоси Итиянаги

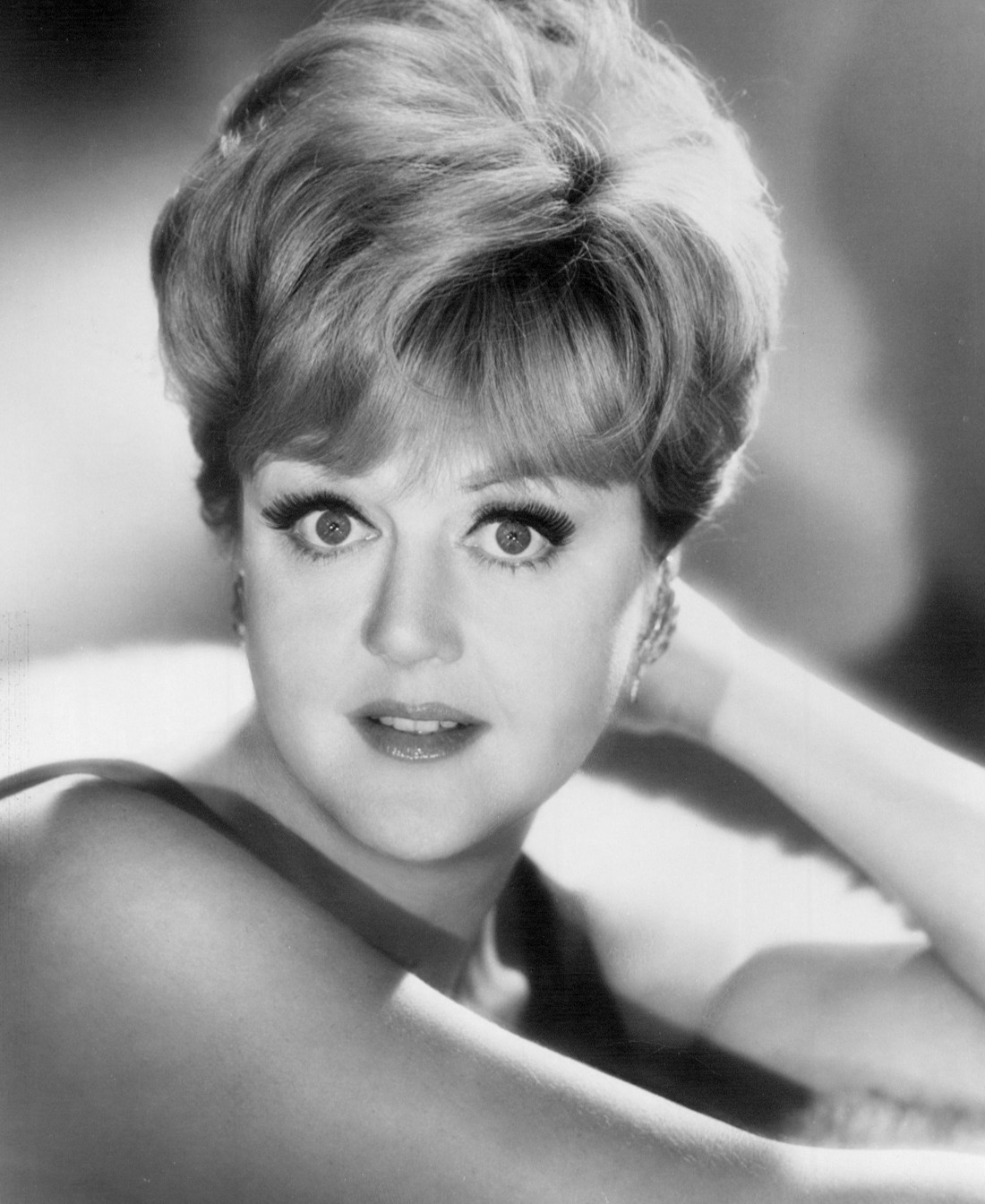
Анджела Лэнсбери

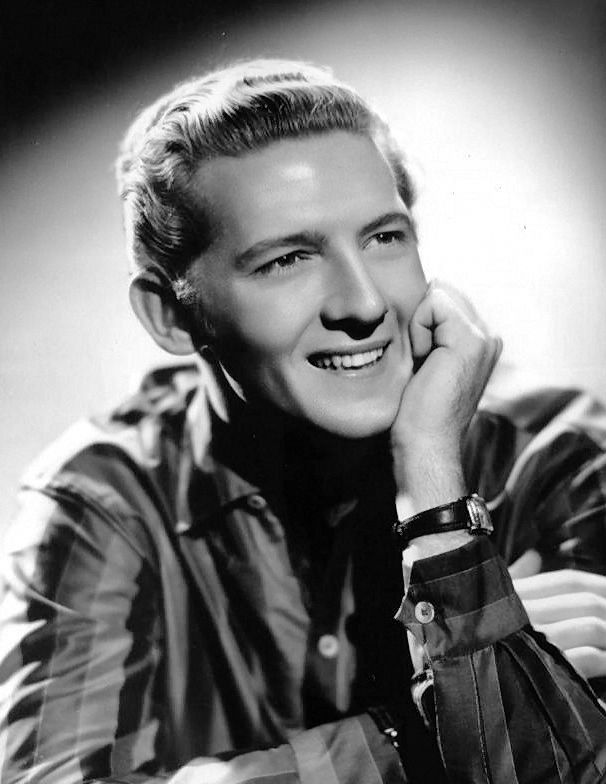
Джерри Ли Льюис

Takeoff

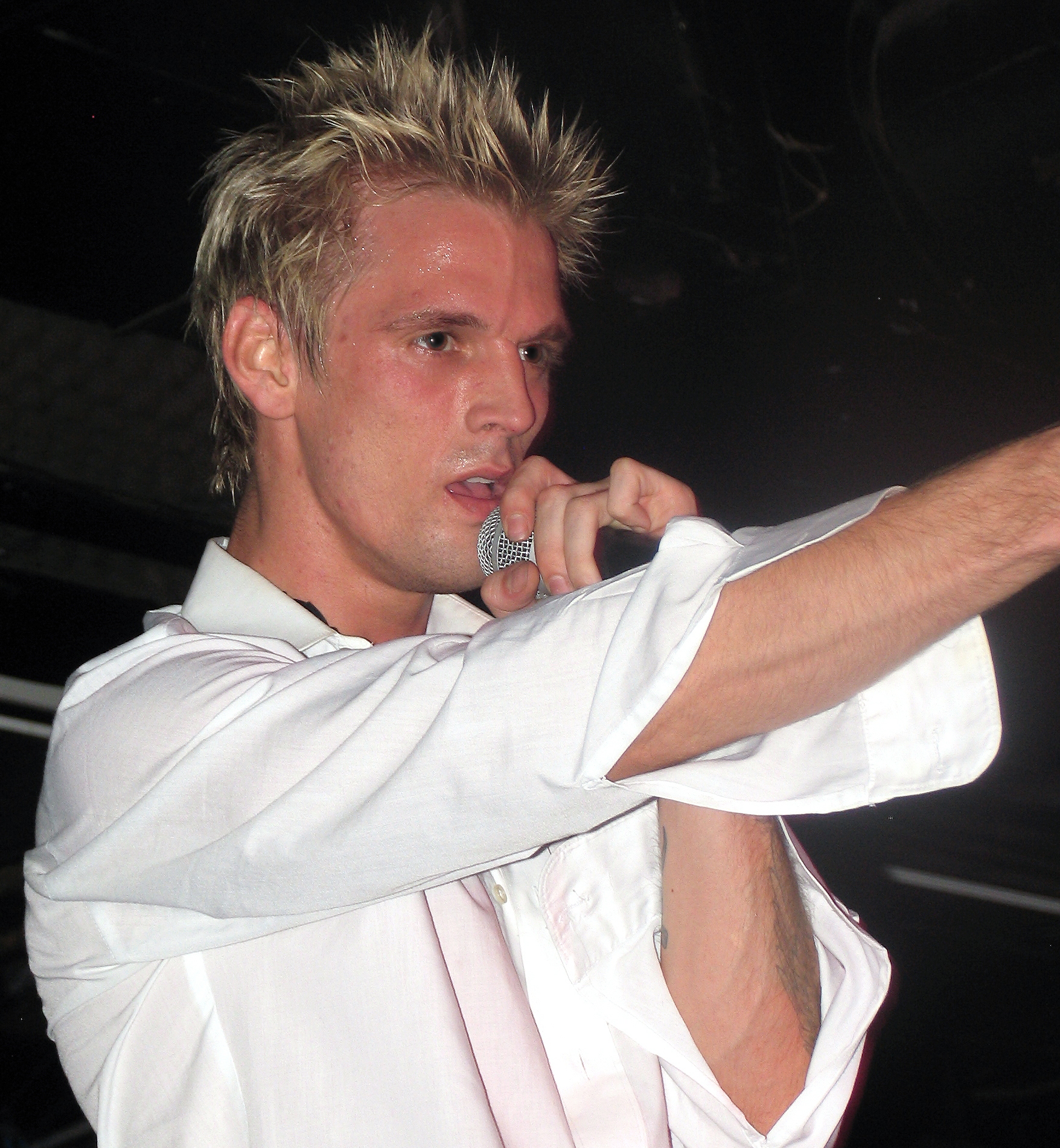
Аарон Картер

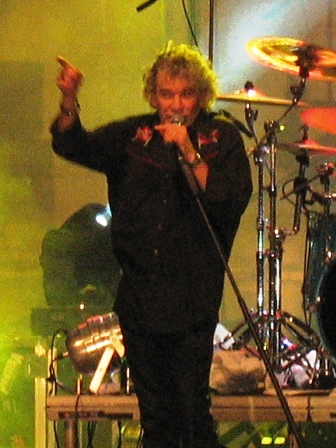
Дэн Маккаферти

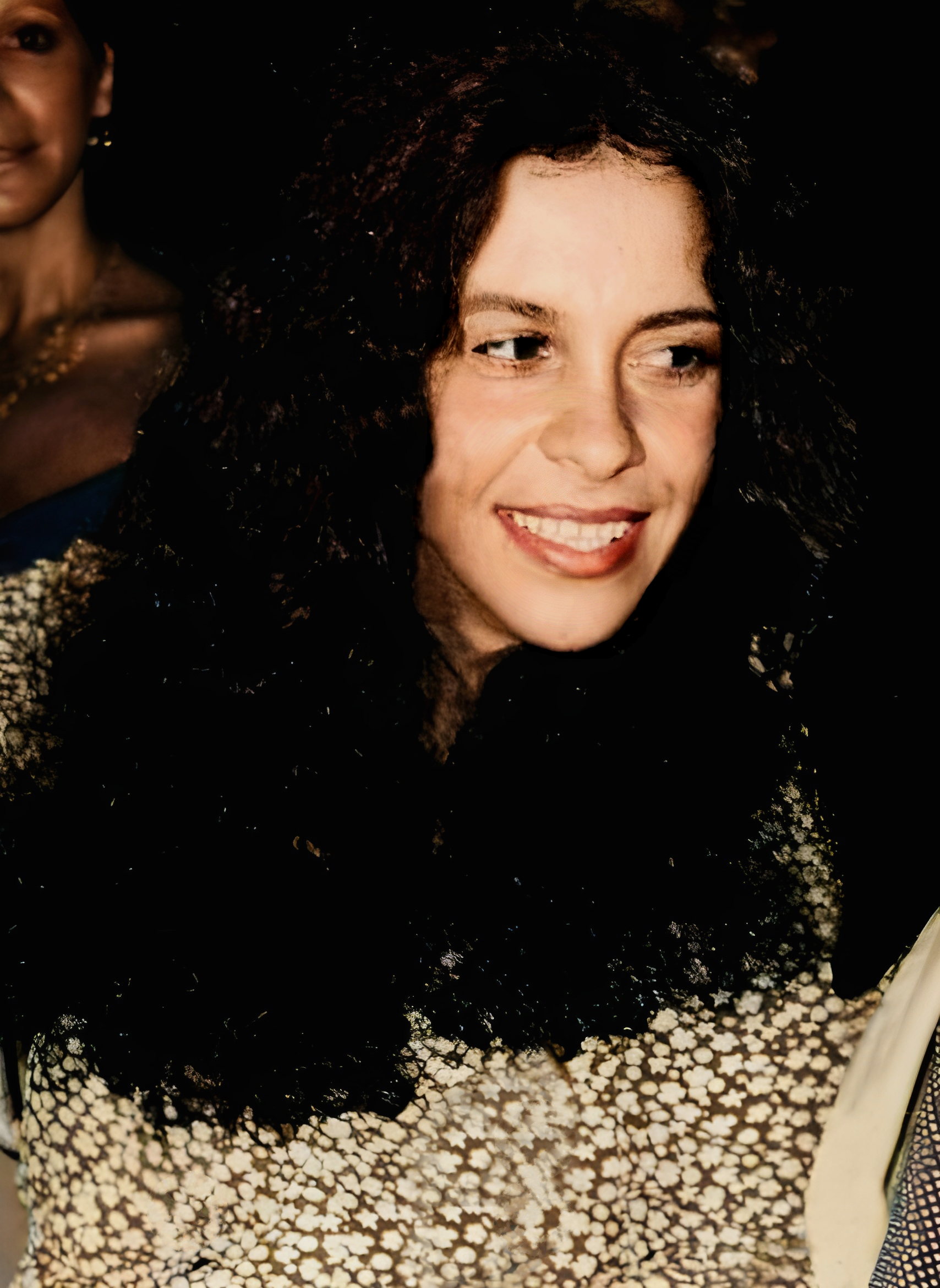
Гал Коста

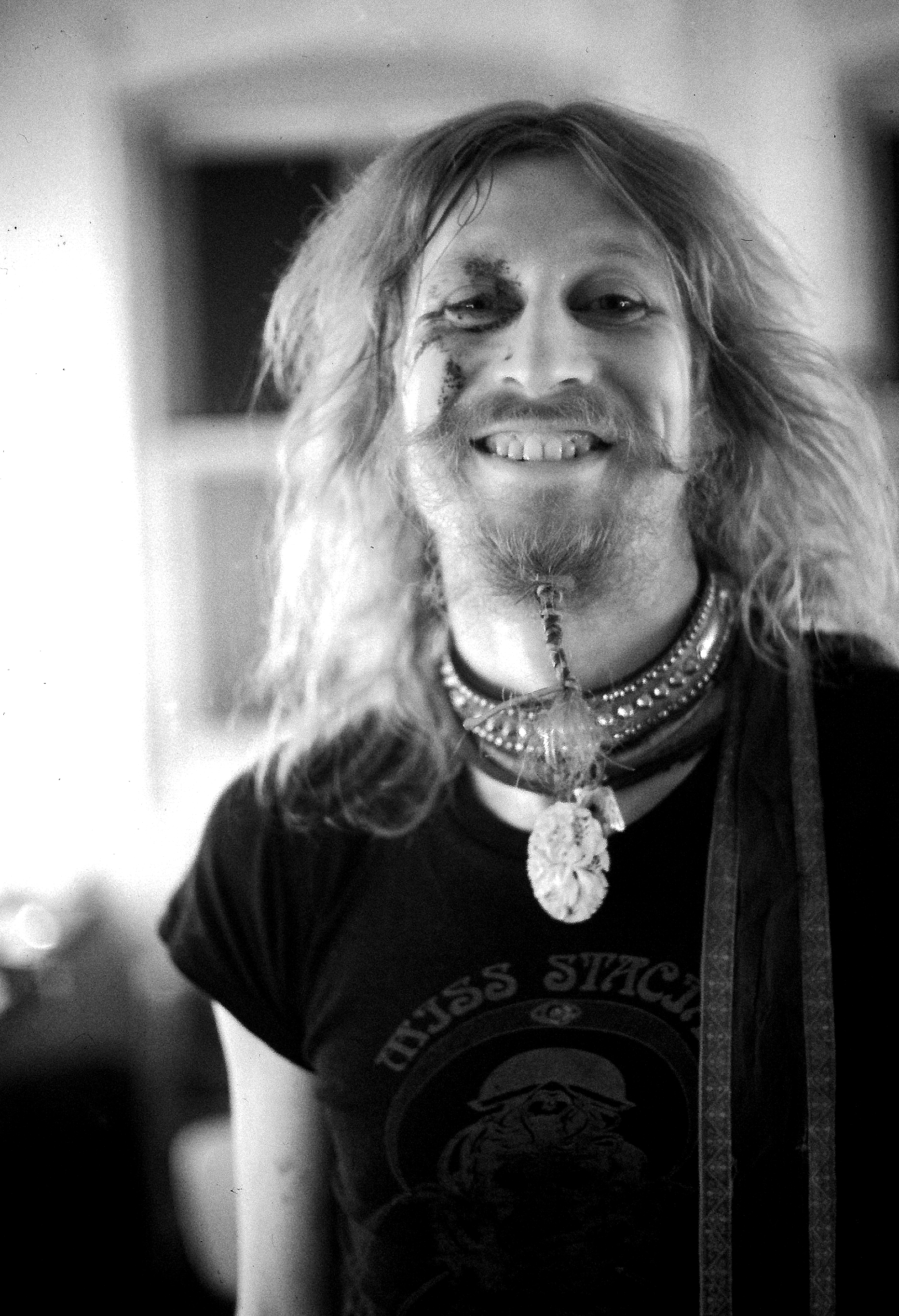
Ник Тёрнер

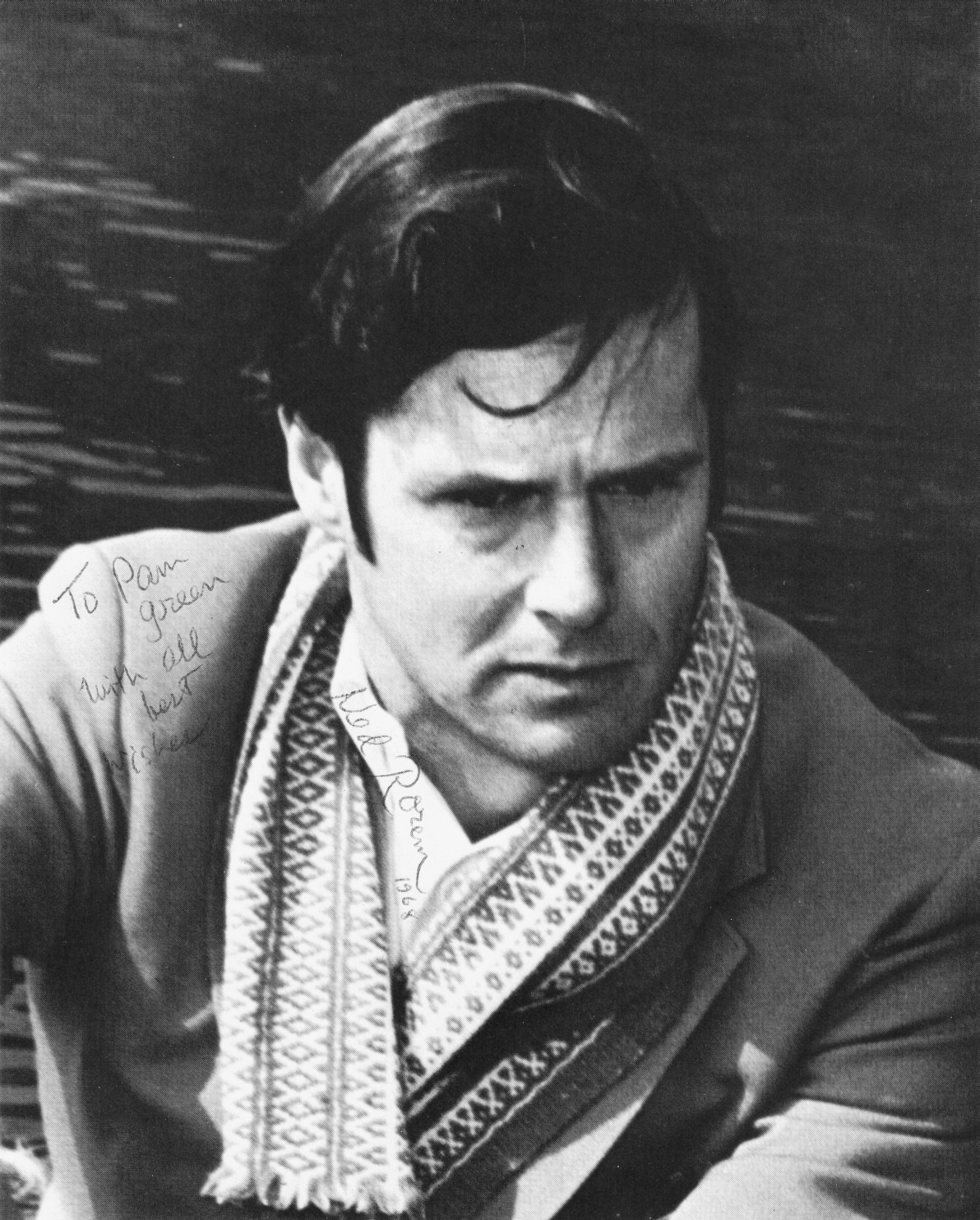
Нед Рорем

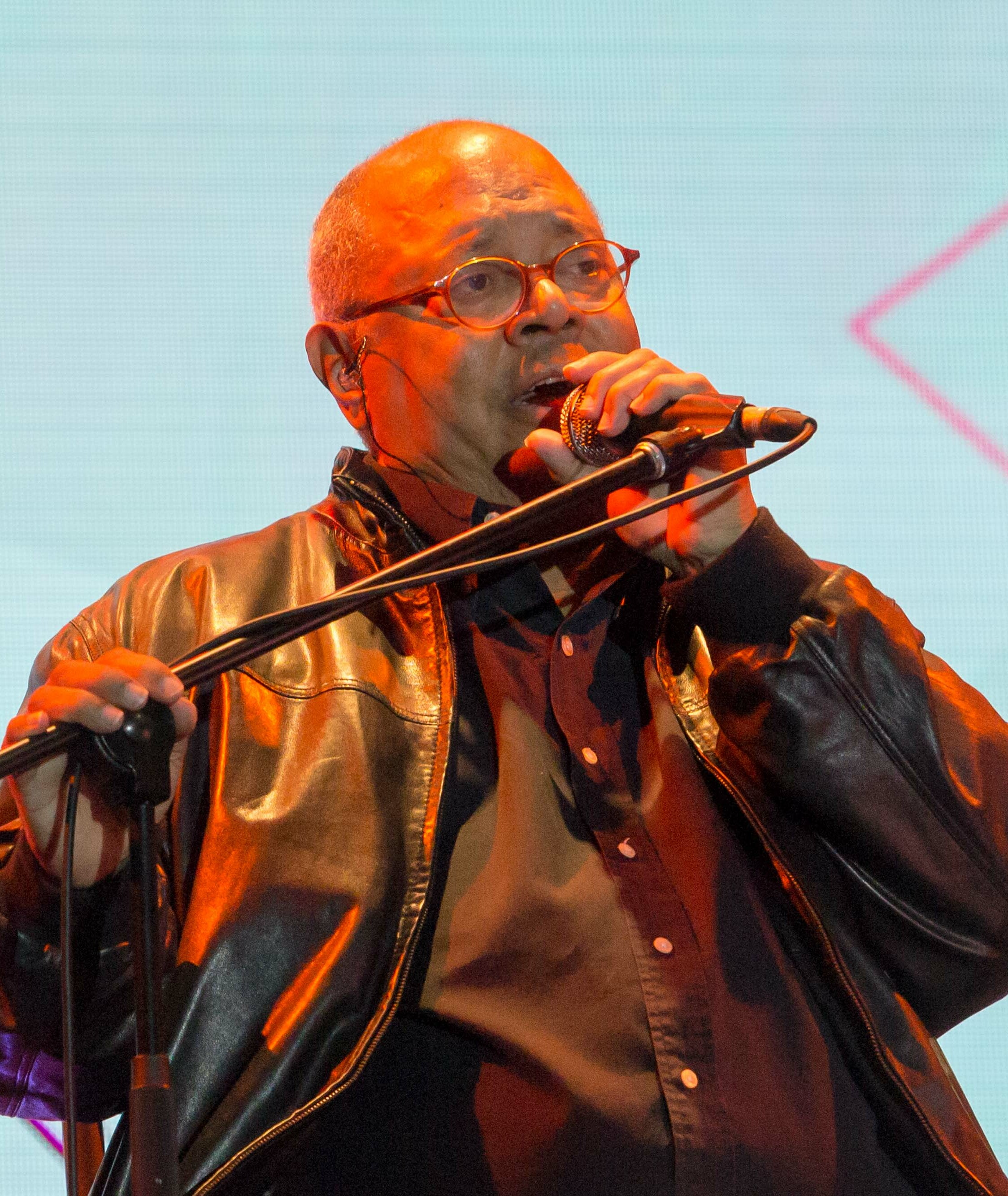
Пабло Миланес

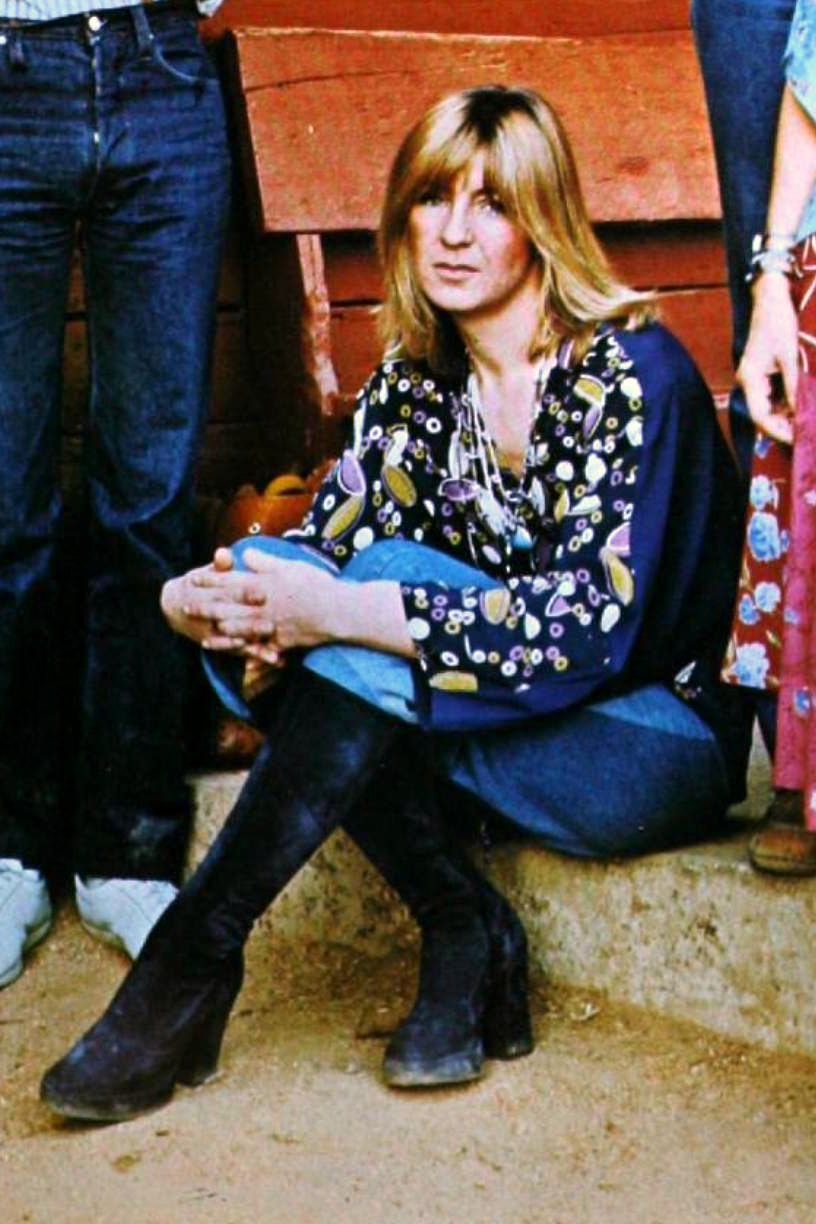
Кристин Макви

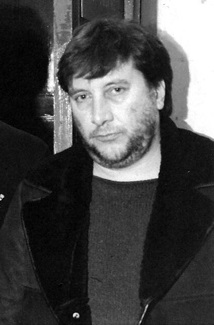
Джет Блэк

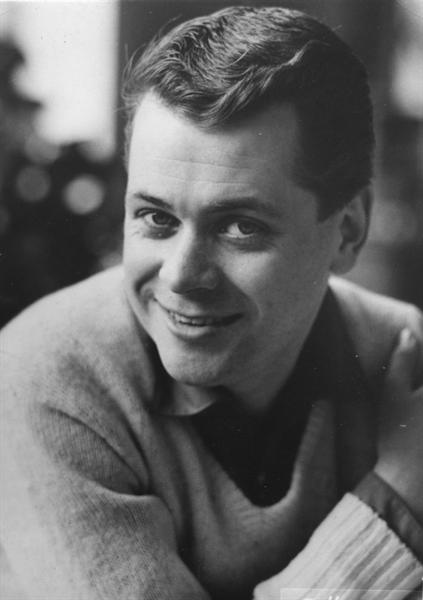
Лассе Лённдаль

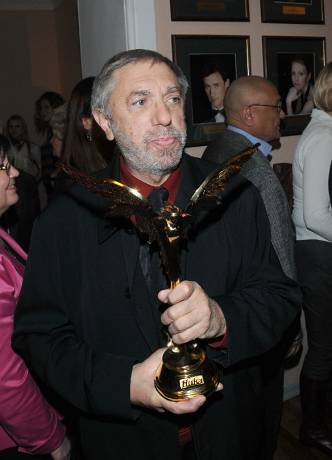
Эдуард Артемьев

### Январь
- 2 января — Владимир Хромченко (72) — советский, украинский и российский органист и органостроитель[40]
- 5 января — Дейл Клевенджер (81) — американский валторнист и музыкальный педагог[41]
- 6 января — Йорам Тахарлев (83) — израильский поэт-песенник[42]
- 7 января — Александр Тимофеевский (88) — советский и российский писатель, поэт, сценарист и автор текстов песен[43]
- 8 января
  - Мэрилин Бергман (92) — американский композитор и автор песен[44]
  - Александр Лебедев-Фронтов (61) — советский и российский художник и музыкант[45]
  - Майкл Лэнг (77) — американский концертный промоутер, продюсер и художественный руководитель[46]
- 9 января — Мария Юинг (71) — американская оперная и джазовая певица (сопрано и меццо-сопрано)[47]
- 10 января — Бёрк Шелли[англ.] (71) — валлийский музыкант, вокалист и басист группы Budgie[48]
- 11 января — Жорди Сабатес (73) — испанский композитор и пианист[49]
- 12 января
  - Ронни Спектор (78) — американская певица, вокалистка группы The Ronettes[50]
  - Виктор Фенигштайн (97) — швейцарский и люксембургский композитор и музыкальный педагог[51]
  - CPO Boss Hogg[англ.] (52) — американский рэпер[52]
- 16 января — Кармела Коррен (83) — израильская и австрийская певица и актриса[53]
- 20 января
  - Юро Метшк (67) — немецкий композитор[54]
  - Мит Лоуф (74) — американский рок-музыкант и актёр[55]
  - Элза Суарес (91) — бразильская певица[56]
  - Каролос Триколидис (74) — австрийский и греческий дирижёр[57]
- 25 января — Фредрик Юханссон[англ.] (47) — шведский рок-музыкант, гитарист группы Dark Tranquillity[58]
- 27 января — Кеннет Уоннберг (91) — американский композитор и звукорежиссёр[59]
- 31 января — Виталий Филиппенко (82) — советский и украинский композитор[60]

### Февраль
- 1 февраля — Джон Зазула (69) — американский продюсер, основатель лейбла звукозаписи Megaforce Records[61]
- 2 февраля — Вилоят Акилова (84) — советская и узбекская танцовщица, балетмейстер и хореограф[62]
- 6 февраля
  - Джордж Крам (92) — американский композитор[63]
  - Лата Мангешкар (92) — индийская певица, кинокомпозитор, кинопродюсер и актриса[64]
- 7 февраля — Збигнев Намысловский (82) — польский джазовый музыкант[65]
- 8 февраля — Адалят Акбарова (73) — советская и казахская артистка балета, хореограф и балетный педагог[66]
- 9 февраля
  - Йозеф Горовиц (95) — британский композитор австрийского происхождения[67]
  - Иэн Макдональд (75) — британский мультиинструменталист, участник групп King Crimson и Foreigner[68]
  - Нора Нова (93) — немецкая певица болгарского происхождения[69]
- 10 февраля — Базыр Цырендашиев (85) ― советский и российский бурятский композитор[70]
- 12 февраля — Борис Базуров (62) — советский и российский композитор, музыкант, дирижёр и музыкальный педагог[71]
- 15 февраля — Баппи Лахири (69) — индийский композитор[72]
- 17 февраля — Юлия Туркина (100) ― советская и российская пианистка[73]
- 19 февраля — Гэри Брукер (76) — британский музыкант и композитор, основатель, вокалист и клавишник группы Procol Harum[74]
- 22 февраля
  - Кямиль Джалилов (84) — советский и азербайджанский гобоист[75]
  - Марк Ланеган (57) — американский музыкант, певец и автор песен, основатель и вокалист группы Screaming Trees[76]
- 23 февраля
  - Папа Срапа (60) — советский и российский музыкант и конструктор электронных музыкальных инструментов[77]
  - Антониетта Стелла (92) — итальянская оперная певица (сопрано)[78]
  - Riky Rick (34) — южноафриканский рэпер, певец и автор песен[79]
- 24 февраля — Салли Келлерман (84) — американская актриса и певица[80]
- 25 февраля
  - Герман Виноградов (64) — советский и российский художник, поэт и музыкант[81]
  - Алибаба Мамедов (92) — советский и азербайджанский певец, композитор и педагог[82]
- 26 февраля
  - Герман Ситников (89) — советский и российский артист балета и педагог[83]
  - Евгений Шаповалов (53/54) — советский и израильский оперный певец и музыкальный продюсер[84]
  - Snootie Wild[англ.] (36) — американский рэпер и певец[85]
- 27 февраля
  - Анна Гаврилец (63) — советский и украинский композитор и музыкальный педагог[86]
  - Игорь Морозов (70) — советский и российский поэт, композитор и автор-исполнитель[87]
  - Виктор Татарский (82) — советский и российский теле- и радиоведущий, автор и ведущий радиопрограммы «Встреча с песней»[88]
  - MC Skibadee[англ.] (47) — британский рэпер и музыкант[89]
- 28 февраля — Валерий Ивко (80) — советский и украинский домрист, композитор, дирижёр и музыкальный педагог[90]

### Март
- 5 марта
  - Элгуджа Бурдули (80) — советский и грузинский киноактёр и певец[91]
  - Lil Bo Weep (22) — австралийская певица, рэп-исполнительница и видеоблогер[92]
- 8 марта — Рене Клеменчич (94) — австрийский композитор, музыкант, музыковед и дирижёр[93]
- 10 марта — Том Хаос (50) — российский певец, музыкант, композитор, ди-джей и танцор, основатель и солист группы «Отпетые мошенники»[94]
- 14 марта — Салим Крымский (91) — советский и российский композитор[95]
- 16 марта — Александр Безсалый (75) — советский и украинский певец[96]
- 18 марта — Goonew (24) — американский рэпер[97]
- 19 марта — Михаил Юровский (76) — советский и немецкий дирижёр[98]
- 21 марта — Юз Алешковский (92) — советский и американский прозаик, поэт, сценарист и автор-исполнитель песен[99]
- 23 марта — Зинаида Игнатьева (84) — советская и российская пианистка и музыкальный педагог[100]
- 24 марта — Татьяна Чаусова (72) — советская и российская органистка, музыкальный педагог и музыковед[101]
- 25 марта — Тейлор Хокинс (50) — американский рок-музыкант, барабанщик группы Foo Fighters[102]
- 29 марта — Юрий Горшков (77) — советский и молдавский танцовщик, хореограф и балетный педагог[103]
- 30 марта — Капитолина Кузьмина (96) — советская и российская актриса и певица оперетты[104]

### Апрель
- 1 апреля — Генрих Майоров (85) — советский и российский артист балета и балетмейстер[105]
- 3 апреля
  - Памела Рук (66) — британская фотомодель, актриса и музыкальный менеджер[106]
  - Арчи Эверсоул[англ.] (37) — американский рэпер[107]
- 4 апреля — Александр Корчагин (76) — советский и российский виолончелист и музыкальный педагог[108]
- 5 апреля — Бобби Райделл (79) — американский певец и актёр[109]
- 7 апреля — Мигель Анхель Эстрелья (85) — аргентинский пианист[110]
- 10 апреля — Филипп Бусманс (85) — бельгийский композитор и пианист[111]
- 13 апреля — Владимир Птушкин (73) — советский и украинский композитор, пианист и музыкальный педагог[112]
- 15 апреля — Арт Руп (104) — американский музыкальный продюсер, основатель лейбла Specialty Records[113]
- 17 апреля
  - Раду Лупу (76) — румынский пианист[114]
  - Катрин Спаак (77) — французская и итальянская актриса и певица[115]
  - Ойтожихон Шобдонова (76) — советская и киргизская актриса и певица[116]
- 18 апреля — Харрисон Бёртуистл (87) — британский композитор[117]
- 20 апреля — Роберт Морс (90) — американский театральный, кино- и телеактёр[118]
- 24 апреля — Эндрю Вулфолк[англ.] (71) — американский музыкант, саксофонист группы Earth, Wind & Fire[119]
- 26 апреля — Клаус Шульце (74) — немецкий композитор и электронный музыкант[120]
- 28 апреля — Виталий Пацера (86) — советский и украинский композитор[121]
- 30 апреля — Наоми Джадд (76) — американская кантри-певица, автор песен и актриса, вокалистка группы The Judds[122]

### Май
- 1 мая — Режин Зильберберг (92) — французская певица и актриса[123]
- 4 мая — Леонид Духовный (83) — советский и американский поэт, музыкант, бард и композитор[124]
- 5 мая — Борис Красильников (81) — советский и российский дирижёр, скрипач и музыкальный педагог[125]
- 6 мая — Джуэлл[англ.] (53) — американская певица[126]
- 7 мая — Мики Гилли (86) — американский кантри-певец, композитор и пианист[127]
- 10 мая — Шивкумар Шарма (84) — индийский композитор и сантурист[128]
- 12 мая — Борис Рубашкин (89) — австрийский оперный певец (баритон)[129]
- 13 мая
  - Тереса Берганса (89) ― испанская оперная певица (меццо-сопрано)[130]
  - Lil Keed (24) — американский рэпер, певец и автор песен[131]
- 14 мая — Ренат Ибрагимов (74) — советский и российский эстрадный певец, композитор и продюсер[132]
- 16 мая
  - Аркадий Манджиев (60) — советский и российский композитор[133]
  - Ридик Фасхитдинов (82) — советский и российский баянист[134]
- 17 мая — Вангелис (79) — греческий композитор и музыкант[135]
- 19 мая — Бернард Райт (58) — американский певец и музыкант[136]
- 26 мая
  - Алан Уайт (72) — британский рок-музыкант, барабанщик группы Yes[137]
  - Энди Флетчер (60) — британский музыкант, основатель и клавишник группы Depeche Mode[138]
- 29 мая
  - Алеся Лазарева (20) — российская балерина[139]
  - Ронни Хокинс (87) — американский певец, музыкант и автор песен[140]

### Июнь
- 4 июня — Алек Джон Сач (70) — американский рок-музыкант, бас-гитарист группы Bon Jovi[141]
- 5 июня — Темур Чхеидзе (78) — советский, грузинский и российский театральный и оперный режиссёр и актёр[142]
- 6 июня — Михаил Владимиров (55) — советский и российский рок-музыкант и автор песен, гитарист групп «Мифы» и «Чиж & Co»[143]
- 8 июня — Татьяна Рудиченко (72) — советский и российский музыковед[144]
- 9 июня — Джули Круз (65) — американская певица и актриса[145]
- 17 июня — Саша Скул (33) — российский рэпер[146]
- 21 июня — Пьер Нарцисс (45) — российский певец камерунского происхождения[147]
- 23 июня
  - Аркадий Гарцман (75) — советский и украинский поэт, сценарист, актёр и автор текстов песен[148]
  - Юрий Шатунов (48) — советский и российский певец, солист группы «Ласковый май»[149]
- 26 июня — Лекс Плотников (45) — российский композитор и рок-музыкант, лидер группы Mechanical Poet[150]
- 30 июня — Анатолий Калабухин (92) — советский и украинский дирижёр и музыкальный педагог[151]

### Июль
- 1 июля
  - Ричард Тарускин (77) — американский музыковед и музыкальный критик[152]
  - Ирене Фарго (59) — итальянская певица, актриса и телеведущая[153]
- 3 июля
  - Джозеф Бановец (85) — американский пианист и музыкальный педагог[154]
  - Юрий Григорьев (82) — советский и российский оперный певец (баритон) и музыкальный педагог[155]
- 4 июля — Татьяна Веркина (75) — советская и украинская пианистка и музыкальный педагог[156]
- 5 июля
  - Алла Богуславская (89) — советская и российская балерина, балетный педагог и балетмейстер[157]
  - Леонид Сергеев (69) — советский и российский автор-исполнитель, журналист и писатель[158]
  - Боб Тутуполи (82) — индонезийский певец[159]
  - Мэнни Чарлтон (80) — шотландский музыкант, автор песен и продюсер, основатель и гитарист группы Nazareth[160]
- 9 июля
  - Маргарита Галасеева (88) — советская и российская актриса, певица (меццо-сопрано) и музыкальный педагог[161]
  - Барбара Томпсон (77) — британская саксофонистка, флейтистка и композитор[162]
- 12 июля
  - Ян Вейн (88) — нидерландский пианист и музыкальный педагог[163]
  - Брамуэлл Тови (69) — канадский дирижёр и композитор[164]
- 14 июля — Димитр Пенев (75) — болгарский композитор и музыкант[165]
- 16 июля — Вадим Голутвин (69) — советский и российский гитарист и композитор[166]
- 17 июля — Севда Ибрагимова (82) — советский и азербайджанский композитор и музыкальный педагог[167]
- 22 июля
  - Энрике Мореленбаум (90) — бразильский дирижёр и музыкальный педагог польского происхождения[168]
  - Нурия Фелиу (80) — испанская певица и актриса[169]
- 23 июля — Пьо Зея То (41) — мьянманский политик и рэпер[170]
- 27 июля
  - Юрий Марусин (76) — советский и российский оперный певец (тенор)[171]
  - JayDaYoungan (24) — американский рэпер[172]
- 29 июля — Марго Эскенс (85) — немецкая певица[173]
- 30 июля — Нишель Николс (89) — американская актриса и певица[174]
- 31 июля — Мо Остин (95) — американский звукорежиссёр и музыкальный продюсер[175]

### Август
- 1 августа
  - Мира Кольцова (83) — советская и российская танцовщица, балетмейстер, хореограф и балетный педагог[176]
  - Ришард Сварцевич (67) — советский и российский пианист, органист и музыкальный педагог[177]
  - Рена Эфендиева (83) — советская и российская пианистка и музыкальный педагог[178]
- 4 августа — Сэм Гуден (87) ― американский певец, вокалист группы The Impressions[179]
- 5 августа — Джудит Дарем (79) — австралийская джазовая певица и музыкант, вокалистка группы The Seekers[180]
- 8 августа
  - Анатолий Луппов (93) — советский и российский пианист, композитор и музыкальный педагог[181]
  - Оливия Ньютон-Джон (73) — британская и австралийская певица и актриса[182]
- 9 августа — Вивея Громова (94) — советская и российская оперная певица (лирико-колоратурное сопрано) и музыкальный педагог[183]
- 10 августа — Веса-Матти Лойри (77) — финский актёр, певец и флейтист[184]
- 11 августа — Дариус Данеш (41) — шотландский певец, автор песен и актёр[185]
- 12 августа — Герман Витке (53) — советский и российский поэт-песенник[186]
- 14 августа
  - Валерий Мищук (71) — советский и российский поэт, композитор и автор-исполнитель[187]
  - Цвика Пик (72) — израильский певец и автор песен[188]
- 16 августа
  - Матти Калерво Лехтинен (100) — финский певец (баритон)[189]
  - Ева-Мария Хаген (87) — немецкая актриса и певица[190]
- 21 августа — Роберт Уильямс (72) — греческий певец и композитор[191]
- 23 августа — Крид Тейлор (93) — американский трубач и музыкальный продюсер[192]
- 26 августа — Гана Загорова (75) — чехословацкая и чешская певица и автор песен[193]
- 27 августа — Маноло Санлукар (78) — испанский гитарист и композитор[194]
- 30 августа — Александр Скульский (80) — советский и российский дирижёр, музыкальный педагог и телеведущий[195]

### Сентябрь
- 2 сентября
  - Жорди Сервельо (86) — испанский композитор[196]
  - Сюэ Фань (87) — китайский переводчик и музыковед[197]
- 5 сентября — Ларс Фогт (51) — немецкий пианист и дирижёр[198]
- 12 сентября — PnB Rock (30) — американский рэпер[199]
- 13 сентября — Марк Белодубровский (81) — советский и российский композитор, скрипач, музыкальный педагог и искусствовед[200]
- 14 сентября — Ирини Папа (93) — греческая актриса и певица[201]
- 24 сентября — Фэроу Сандерс (81) — американский джазовый саксофонист, флейтист и бэндлидер[202]
- 26 сентября — Владимир Габай (75) — советский, израильский, канадский и американский композитор, пианист, аранжировщик и дирижёр[203]
- 27 сентября
  - Лев Гинзбург (91) — советский и российский музыковед и музыкальный деятель[204]
  - Борис Моисеев (68) — советский и российский певец, танцовщик и хореограф[205]
- 28 сентября
  - Кулио (59) — американский рэпер[206]
  - Ганимет Симиджиу Вендреша (88) — албанская балерина и хореограф[207]
- 30 сентября — Walkie (27) — российский хип-хоп-исполнитель и баттл-рэпер[208]

### Октябрь
- 1 октября — Стаматис Кокотас (85) — греческий певец[209]
- 2 октября
  - Валерий Кульшетов (69) — советский и российский композитор[210]
  - Александр Скрябин (75) — советский и российский музыковед, музыкальный педагог и общественный деятель[211]
- 4 октября — Лоретта Линн (90) — американская кантри-певица, музыкант и автор песен[212]
- 6 октября
  - Джоди Миллер (80) — американская кантри-певица[213]
  - Иван Ромашко (92) — советский и российский артист оперетты и либреттист[214]
- 7 октября
  - Тоси Итиянаги (89) — японский композитор[215]
  - Сусанна Милдонян (82) — итальянская и бельгийская арфистка и музыкальный педагог[216]
- 9 октября
  - Александр Беляев (47) — российский музыкальный журналист, музыкальный критик и переводчик[217]
  - Жузеп Соле (87) — испанский композитор, музыковед и музыкальный педагог[218]
- 11 октября
  - Анджела Лэнсбери (96) — британская и американская актриса и певица[219]
  - Наум Шафер (91) — советский и казахский музыковед и композитор[220]
- 16 октября
  - Михаил Бялик (93) — советский и российский пианист и музыковед[221]
  - Микабен (41) — гаитянский певец, гитарист, автор песен и музыкальный продюсер[222]
- 17 октября — Майкл Понти (84) — американский пианист немецкого происхождения[223]
- 20 октября
  - Филипп Аиш (59) — французский скрипач[224]
  - Цзин Тин (87/88) — гонконгская певица и закадровая вокалистка[225]
- 22 октября — Анатолий Колбёшин (81) — советский и российский певец[226]
- 23 октября
  - Либор Пешек (89) — чехословацкий и чешский дирижёр[227]
  - Галина Писаренко (88) — советская и российская оперная и камерная певица (лирико-колоратурное сопрано) и вокальный педагог[228]
  - Дон Эдвардс (86) — американский кантри-певец и гитарист[229]
- 26 октября — Лия Оригони (103) — итальянская певица[230]
- 28 октября — Джерри Ли Льюис (87) — американский певец, пианист и композитор[231]

### Ноябрь
- 1 ноября — Takeoff (28) — американский рэпер, участник группы Migos[232]
- 4 ноября — Николь Жози (76) — бельгийская эстрадная певица, участница дуэта Nicole & Hugo[233]
- 5 ноября
  - Аарон Картер (34) — американский певец и актёр[234]
  - Кармело Ла Бионда (73) — итальянский певец, музыкант и автор песен, участник дуэта La Bionda[235]
- 6 ноября
  - Hurricane G[англ.] (51/52) — американская рэп-исполнительница[236]
  - Tame One[англ.] (52) — американский рэпер[237]
- 7 ноября — Сергей Кузнецов (58) — советский и российский автор песен и музыкант, основатель группы «Ласковый май»[238]
- 8 ноября — Дэн Маккаферти (76) — шотландский певец и автор песен, основатель и вокалист группы Nazareth[239]
- 9 ноября
  - Гал Коста (77) — бразильская певица[240]
  - Александр Костин (83) — советский и украинский композитор[241]
- 10 ноября — Ник Тёрнер (82) — британский музыкант, певец и автор песен, основатель, саксофонист и флейтист группы Hawkwind[242]
- 11 ноября
  - Кит Левен (65) — британский рок-музыкант и музыкальный продюсер, основатель и гитарист группы Public Image Ltd[243]
  - Свен-Бертиль Таубе (87) — шведский актёр, певец и композитор[244]
- 14 ноября — Ежи Поломский (89) — польский певец и актёр[245]
- 18 ноября — Нед Рорем (99) — американский композитор[246]
- 22 ноября — Пабло Миланес (79) — кубинский певец, композитор, гитарист и поэт[247]
- 25 ноября — Айрин Кара (63) — американская актриса и певица[248]
- 29 ноября — Анатолий Молотай (84) — советский и украинский дирижёр и музыкальный педагог[249]
- 30 ноября — Кристин Макви (79) — британская певица, музыкант и автор песен, вокалистка и клавишница группы Fleetwood Mac[250]

### Декабрь
- 1 декабря — Юрий Ремесник (83) — советский и российский поэт-песенник[251]
- 3 декабря
  - Конысбай Абил (68) — советский и казахский акын, айтыскер, сатирик, композитор и журналист[252]
  - Александр Зелкин (84) — французский певец[253]
  - Владимир Кожухарь (81) — советский и украинский дирижёр и музыкальный педагог[254]
- 4 декабря — Мануэль Гёттшинг (70) — немецкий композитор и музыкант, основатель и лидер групп Ash Ra Tempel и Ashra[255]
- 5 декабря — Джим Стюарт (92) — американский музыкальный продюсер, основатель лейбла Stax Records[256]
- 6 декабря
  - Джет Блэк (84) — британский рок-музыкант, барабанщик группы The Stranglers[257]
  - Итиро Мидзуки (74) — японский певец, композитор, актёр и сэйю, участник группы JAM Project[258]
- 10 декабря
  - Евгений Левашёв (78) — советский и российский музыковед и искусствовед[259]
  - Джорджия Холт (96) — американская актриса, певица и модель[260]
  - Сулочана Чаван (89) — индийская певица[261]
  - Чала Муана (64) — певица и танцовщица из Демократической Республики Конго[262]
- 11 декабря — Анджело Бадаламенти (85) — американский пианист и кинокомпозитор[263]
- 12 декабря — Нина Демидова (91) — советский и российский музыкальный педагог[264]
- 13 декабря
  - Булат Аюханов (84) — советский и казахский артист балета, балетмейстер и балетный педагог[265]
  - Grand Daddy I.U.[англ.] (54) — американский рэпер[266]
- 14 декабря — Борис Левин (85) — советский и российский геофизик и автор-исполнитель[267]
- 15 декабря — Октай Раджабов (81) — советский и азербайджанский композитор[268]
- 17 декабря — Чарли Грейси (86) — американский певец и гитарист[269]
- 19 декабря — Юрий Маркин (80) — советский и российский джазовый композитор, музыкальный педагог, аранжировщик, пианист и контрабасист[270]
- 21 декабря — Билкис Ханум (82/83) — пакистанская певица[271]
- 22 декабря — Big Scarr (22) — американский рэпер[272]
- 23 декабря — Эрих Кылар (98) — советский и эстонский дирижёр[273]
- 24 декабря — Александр Пономаренко (55) — российский пародист и гитарист[274]
- 25 декабря — Александр Шевченко (61) — советский и российский эстрадный певец, музыкальный продюсер и композитор[275]
- 26 декабря
  - Лассе Лённдаль (94) — шведский певец и актёр[276]
  - Хорст Эбенё (92) — австрийский композитор[277]
- 27 декабря — Ален Бернхайм (91) — французский пианист и историк масонства[278]
- 29 декабря
  - Эдуард Артемьев (85) — советский и российский композитор[279]
  - Иэн Тайсон (89) — канадский певец, гитарист и автор песен[280]
- 31 декабря — Пьетро Спада (87) — итальянский пианист и музыковед[281]